# Muddenhagen
Muddenhagen ist ein Ortsteil von Borgentreich, Kreis Höxter in Nordrhein-Westfalen.

## Geographie

### Geographische Lage
Muddenhagen liegt an der Grenze von Ostwestfalen zu Nordhessen im Südosten des Naturparks Teutoburger Wald / Eggegebirge. Das Dorf befindet sich im Übergangsbereich der Warburger Börde zu den Beverplatten in einer leichten Mulde auf etwa 250 m bis 290 m ü. NN. Etwa 550 m westlich vorbei fließt der Diemel-Zufluss Alster.

### Nachbarortschaften
Die Kernstadt von Borgentreich liegt etwa 6 km westnordwestlich von Muddenhagen. Zu den Nachbardörfern gehören der Borgentreicher Ortsteil Bühne im Norden und das Liebenauer Dorf Lamerden im Süden.

## Geschichte
Muddenhagen wird bereits in einer Urkunde vom 15. August des Jahres 1100 als „Muthen“ erwähnt.
Modenhagen wird auf alten Karten als Bezeichnung für Muddenhagen angegeben (1754 Grenzatlas). Mudde oder Moder heißt Quellgebiet, Hagen bedeutet Wald.
Auf anderen alten Karten wird Muddenhagen als Muddenhagen Springs bezeichnet, was auf ein Quellgebiet hindeutet. Sehr viel früher gab es ein Schlammgebiet mit kleinen Quellen von der Kirche aus, das im alten Löschwasserteich mündete.
In diesem Gebiet gab es früher zwei Dörfer, Muddenhagen und Schönhagen. Schönhagen wurde im Huisitenkrieg im 14. Jahrhundert zerstört und nicht wieder aufgebaut. An Schönhagen erinnert nur noch die Flurbezeichnung: „Schönhagen“ und „Schönkirkhouf“. Die Flurbezeichnung „Schönkirkhouf“ befindet sich an der Eberschützer Straße in Höhe von „Fricken Kreuz“. Hier muss früher eine Kirche gestanden haben. Bei Erdarbeiten um 1934 wurden dort noch Schädelknochen gefunden.
Der Ort Muddenhagen wurde im Hussitenkrieg auch stark zerstört, wurde aber wieder aufgebaut, für die Kirche hat es damals nicht gereicht. Muddenhagen gehört nicht zu den Bördedörfern, wegen der schlechten Böden. Bis Ende 1890 stand Muddenhagen noch unter der Herrschaft der Adeligen.
In der Kirchengeschichte von Bühne wird Muddenhagen immer wieder erwähnt. Am 1. Oktober 1652: Manrode und Muddenhagen gehören zur Pfarrei Bühne. 1600: Einkünfte des Pastors zu Bühne als Stolgebühren für die Taufe eines Kindes aus Muddenhagen oder Manrode 2 Groschenund. 1614: für Glockenguss in Bühne hat Muddenhagen 20 Thaler bezahlt. 1663: Beteiligung am Pfarrhaus Bühne und 1671: Firmung in Borgentreich aus Muddenhagen 13 Firmlinge. 1673: Pfarrer Hemstedt hielt eine Predigt, wo früher eine Kirche stand und 1687: Kirchenrenovierung. Muddenhagen musste auch zahlen. 1760, 12. Mai: Eintrag im Bühner Kirchenbuch: „Die ganze Börde war ein einziges großes Heerlager. Das hessische Heer lag bei Muddenhagen.“ Im Siebenjährigen Krieg war die Armut der Bevölkerung derart groß, dass bei den Soldaten gesammelt wurde, um die größte Not zu lindern. Als Nahrung für Menschen dienten auch Eicheln, Wildbeeren wie Hagebutten, Schlehen, Weisdornfrüchte und Bucheckern. Es war ein karges Leben.
1768: Hilfe für Pfarrhaus Bühne. 1821: Beim Bau der Bühner Pfarrkirche wurde Muddenhagen mit 1/6 der Bausumme bedacht = 1180 Rth 7 Silbergroschen und 6 Pfennig, unterzeichnet Ischen Ortsbeamter und die Gemeinderäte Eikenberg, Gründer, Weggen, Krull, Wasmuth. 1823/1824: die Steine für die Kirche wurden im Muddenhagener Steinbruch gebrochen (Angerechnet mit 180 Rth).
1824: das Dorf Muddenhagen hat 44 Herdstellen, 177 Kommunikanten, 1 jüdische Familie und 2 calvinistische Frauen. 1849: für den Umbau in der Kirche Bühne zahlt Muddenhagen 16 Rth 20 Groschen, für 2 Staturen für die Bühner Kirche bezahlt Muddenhagen 16 Rth Zuschuss.
Gestanden hat die erste Kirche auf dem Platz, wo Richjürgens Haus steht. Bei Ausschachtungsarbeiten zum Bau des Hauses hat man 1874 dicke Grundmauern gefunden. Diese wurden aber nicht weiter beachtet.
1957 wurden bei Ausschachtungen für Wasserleitung und des Abwasserkanals ebenfalls zwei Skelette gefunden, beerdigt in Ost-West-Richtung. Zur Erinnerung an die Kirche steht auf diesem Platz ein Heiligenhäuschen.
Das Kreuz, ein Missionskreuz, erinnert ebenfalls an ein Gotteshaus.
Der Bildstock wurde 1749 von Herdemerten (Eselmühle) gestiftet.
Die zweite Kirche konnte erst um 1900 gebaut werden. Viel Eigenleistung war vonnöten. Sogar mit Kuhgespannen wurden Materialien herbeigeschafft, zum Beispiel aus Borgentreichs Ziegelei. Es war sehr anstrengend, da die Wege sehr schlecht waren, denn es gab noch keine richtige Straßendecke.
1955 wurde diese Kirche abgerissen, da sie von unten feucht geworden war; sie war nicht isoliert.
Damit die neue Kirche erhöht gebaut werden konnte, wurde sie auf dem entstandenen Schuttberg der alten Kirche errichtet. Die Kirche wurde größer gebaut als ihre Vorgängerin. Bömmelburg und Rose wurden deshalb umgesiedelt.
Die Finanzierung der Kirchbauten, der Wald, Silkesberg, wurde zur Zeit der Rezession um 1898 zum Interessenten-Vermögen umgewandelt, obwohl die Bewohner des Ortes Muddenhagen bestimmt zu der Zeit nicht reich waren.
Früher war es ein reiner Buchenwald. Die Fichten wurden nachträglich gepflanzt.
Aus jedem Haushalt hat je ein Mann drei Tage im Winter unbezahlt Holz auf dem Silkesberg gefällt. Zur gleichen Zeit wurde auch das Holzland gerodet.
Die jetzige kleine Kirchenglocke, sie könnte sogar noch aus den Trümmern der ersten Kirche geborgen sein, falls keine anderen Daten vorliegen, hing vor dem Kirchbau um 1900 auf dem Schulhof an einem sogenannten Galgen. Die älteren Schüler mussten im Wechsel die Glocke läuten.
Am Gründonnerstag, Karfreitag und Karsamstag mussten sie klappern. Dieser Brauch des Klapperns in der Karwoche hat sich bis heute erhalten.
Der Friedhof wurde 1924 angelegt; bis dahin mussten die Toten in Bühne beerdigt werden. Die Elektrizität kam 1924 nach Muddenhagen. Der Umspanner, das sogenannte elektrische Häuschen stand auf dem heutigen Parkplatz vom Orgelbauer Simon. (In den 1960er Jahren wurden im Garten von Hausnummer 30 Reste von Grundmauern gefunden.)
Das Backhaus, welches schon baufällig war, musste bei der Dorfverschönerung weichen. Es stand am Löschwasserteich.
Er wurde im Laufe der Jahre mit Mauern eingegrenzt. Jetzt ist er ganz einbetoniert. Das Umfeld wurde durch Verrohrung trockengelegt.
Rechts neben dem Löschwasserteich war der Dorfbrunnen. Der Dorfbrunnen war inzwischen sehr verunreinigt, zu viel Jauche, man hat ihn abgedeckt.
Die sogenannte „Köttelbecke“ wurde in den letzten Jahren ganz verrohrt.
In den 1950er Jahren, nachdem jeder Wasserspülung hatte, wurde auch eine Abwasserkläranlage erforderlich. Gebaut wurde diese, nach dem damals neusten Stand, im alten Steinbruch, unterhalb des Friedhofs. Diese Kläranlage hat sich wohl nicht bewährt.
Das erste bekannte Schulgebäude war in dem Fachwerkhaus, an dessen Stelle jetzt das Haus von F. Rose steht.
1865 ist von einem Lehrer Carl Dewenter die Rede. Er war neun Jahre in Muddenhagen tätig. Um 1900 wurde eine neue Schule gebaut. Dafür wurde das alte Fachwerkhaus abgebaut und im Oberdorf wieder aufgerichtet. Jetzt wurde es als Gaststätte genutzt. Bekannt ist das Haus als „Sattlers Haus“, Gaststätte Pape/Krull. In der Zeit des Kirchenbaues um 1955 wurde auch eine neue Schule gebaut, welche jetzt als Halle dient. Die Grundfläche, auf der die neue Schule gebaut wurde, gehörte zur „Höppermühle“. Sie wurde gegen „Pfingstanger“ und „Schulland“ ausgetauscht.
Ab 1970 gingen die Grundschüler in Bühne zur Schule. Nach dem Schulstreik 1978 besuchten die Kinder die Grundschule in Borgentreich. Seit 1997 werden auch wieder Kinder in Bühne eingeschult.
Bis 1831 war der Ortseingang von Lamerden oder Körbecke aus. Der jetzige Ortseingang war beim Friedhof und in der Höhe von Saffegens Haus sehr eingeengt. Später hat man von der Friedhofseite Erde abgetragen und gleich gegenüber in der Schlucht angefüllt. Das lässt sich heute noch erkennen. Teilweise wurde auch die Schlucht als Zufahrt zum Dorf genutzt.
Muddenhagen gehörte bis zu den Napoleonischen Kriegen zur Richterei Borgentreich im Hochstift Paderborn. Von 1807 bis 1813 gehörte Muddenhagen zum Kanton Rösebeck im Departement der Fulda des Königreichs Westphalen. 1816 kam Muddenhagen zum neuen Kreis Warburg in der preußischen Provinz Westfalen, in dem die Gemeinde bis 1937 zum Amt Borgholz und danach bis 1974 zum Amt Borgentreich gehörte. Am 1. Januar 1975 wurde Muddenhagen durch das Sauerland/Paderborn-Gesetz zusammen mit der Stadt Borgholz sowie den Gemeinden Bühne, Drankhausen, Großeneder, Körbecke, Lütgeneder, Manrode, Natingen, Natzungen und Rösebeck in die Stadt Borgentreich eingemeindet, die gleichzeitig zum Kreis Höxter kam.

## Lammert
Lammert war die Gemeindeweide bis ca. 1900. Die Weide wurde als Ackerland umgewandelt. Diejenigen, welche nun keine Kuhweide mehr hatten, bekamen ¼ Morgen als Abfindung. Es war sehr schlechtes Land auf dem Höpperberg. Wenn man bedenkt, dass man sechs Morgen Land seiner Zeit für die Haltung einer Kuh rechnete, war es auch sehr wenig.

## Pfingstanger
Anger bedeutet Dorfplatz, für jedermann zugänglich. Also kann man den Namen auch so deuten, dass zu Pfingsten ein Dorffest, nennen wir es Schützenfest, gefeiert wurde. Auf dem Pfingstanger gab es eine Quelle. Diejenigen, welche ihre Kühe in der Nähe am Strick gehütet haben, haben ihre Kühe dort getränkt. Zur Zeit des Chronisten wurde die Quelle noch öffentlich genutzt. 1939 hat man schon Messungen der Quellenleistung vorgenommen. Als Wasserversorgung für den Ort hat es nicht gereicht. Später ist die Quelle verrohrt worden. Jetzt ist der Pfingstanger Ackerland. Heute erinnert nur noch der Straßenname „Pfingstanger“ des Nachbarortes Manrode an die Quelle.